# Battaglia di Québec (1775)
La battaglia di Québec del 31 dicembre 1775 venne combattuta durante l'invasione del Canada nella guerra d'indipendenza americana. Lo scontro avvenne tra l'Esercito continentale e il British Army a difesa della città di Québec. La battaglia fu la prima importante sconfitta americana della guerra, subita con pesanti perdite. Il generale Richard Montgomery rimase ucciso, Benedict Arnold fu ferito e Daniel Morgan, assieme a più di 400 uomini furono fatti prigionieri dagli inglesi. La guarnigione della città, un assortimento di truppe regolari e miliziani, guidata dal governatore della provincia del Québec e generale Guy Carleton, subì pochissime perdite.
L'esercito di Montgomery aveva catturato Montréal il 13 novembre e ad inizio dicembre si era riunito con la forza armata guidata da Arnold, i cui uomini avevano affrontato un duro viaggio nel territorio, all'epoca selvaggio, del New England. Il governatore Carleton aveva lasciato Montréal per Québec, che ora era il nuovo obiettivo degli americani, dove da poco erano giunti dei rinforzi per difendere la città. Sapendo che la scadenza dei contratti di arruolamento avrebbe ridotto il numero dei suoi uomini, Montgomery decise di eseguire un attacco a fine anno. Il piano prevedeva di dividere le forze di Arnold e di Montgomery per poi farle convergere nei sobborghi della città prima di penetrare attraverso le mura della città alta. Tuttavia le forze di Montgomery ripiegarono non appena quest'ultimo fu ucciso da un colpo di cannone ad inizio battaglia; gli uomini di Arnold invece riuscirono a penetrare nella città, ma Arnold stesso venne ferito mentre Morgan e i suoi furono circondati e dovettero arrendersi. Arnold rimase al comando dell'inefficace assedio fino a primavera, quando giunsero i rinforzi britannici.
Durante la battaglia e l'assedio che seguì, i canadesi di lingua francese ebbero un ruolo attivo in entrambi gli schieramenti. Alcuni fornirono agli americani rifornimenti e supporto logistico mentre altri si arruolarono nella milizia francese. Quando gli americani si ritirarono, alcuni canadesi li seguirono mentre quelli che restarono, e che avevano aiutato i ribelli, furono puniti dai britannici.

## Gli antefatti

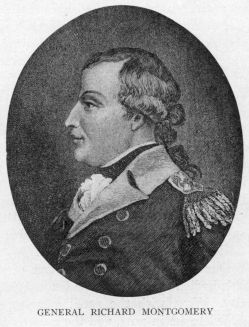
Richard Montgomery in un ritratto di Alonzo Chappel

Poco tempo dopo lo scoppio della guerra d'indipendenza americana, nell'aprile 1775, un numeroso contingente, guidato da Ethan Allen e Benedict Arnold, catturarono il forte Ticonderoga, il 10 maggio, un punto strategico chiave al confine con il Canada. Arnold subito dopo si diresse a nord e attaccò il forte Saint-Jean, non lontano da Montréal, mettendo in allarme gli inglesi nella regione. Queste azioni spinsero sia britannici che americani a ipotizzare una possibile invasione della Provincia del Québec. Dopo un'iniziale bocciatura dell'idea, il Secondo Congresso Continentale autorizzò l'Esercito continentale, nella fattispecie il suo comandante del settore settentrionale, il generale Philip Schuyler, ad invadere il Canada se lo avesse creduto necessario. Come parte di una propaganda offensiva americana, diverse lettere dal Congresso e dalla Assemblea Provinciale di New York furono fatte circolare per tutta la provincia, nelle quali si prometteva la liberazione dal governo oppressore inglese. Benedict Arnold convinse George Washington ad autorizzare una seconda spedizione, guidata proprio da Arnold, attraverso il territorio selvaggio che oggi comprende lo stato del Maine diretta a Québec, capoluogo della regione.
L'Esercito continentale cominciò a marciare attraverso il Québec nel settembre 1775. Il suo obiettivo, come affermato dal generale Schuyler, era di "respingere, se possibile, le truppe della Gran Bretagna" che "sotto ordine di un ministro dispotico... mirano a sottoporre i loro concittadini e fratelli al giogo di una dura schiavitù." Il generale Montgomery guidò le sue forze da Ticonderoga e Crown Point, lungo il Lago Champlain, assediò con successo il forte Saint-Jean e infine catturò Montréal il 13 novembre. Arnold, nel frattempo, guidò 1 100 uomini da Cambridge, in Massachusetts, attraverso il New England diretti in Québec, partendo poco dopo che Montgomery avanzasse dal forte Ticonderoga.
Dall'avanzata americana nel Québec tutti si aspettavano che la maggioranza della popolazione, francese e cattolica, si sarebbero ribellati al dominio britannico. Sin da quando gli inglesi avevano preso il controllo della provincia, durante la guerra franco-indiana, vi erano state diverse difficoltà e dissapori tra i francesi cattolici e gli inglesi protestanti che ora avevano ruoli amministrativi e militari. Tuttavia queste tensioni furono allentate dal Quebec Act del 1774, che restituiva la terra molti dei diritti civili ai canadesi, un Atto condannato poi da tutte e tredici le colonie americane ribellatesi. La maggior parte degli abitanti francesi del Québec scelsero di non schierarsi durante la campagna americana, soprattutto perché avevano ormai accettato il dominio inglese che comunque concedeva loro di professare il cattolicesimo e di preservare la cultura francese.

## I preparativi britannici

### La difesa della provincia

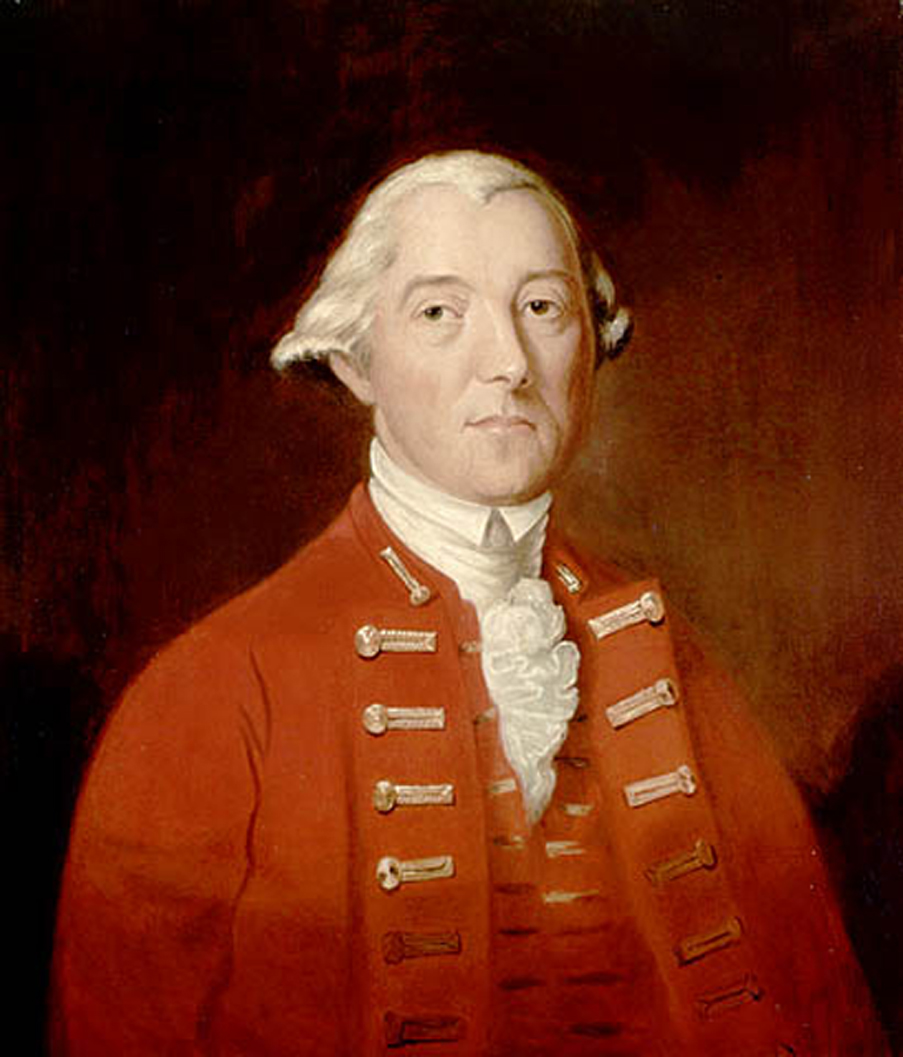
Guy Carleton

Il generale Carleton cominciò ad organizzare la difesa della provincia non appena seppe del raid di Arnold al forte Saint-Jean. Concentrò quindi il grosso delle sue forze a Saint-Jean stesso mentre lasciò delle piccole guarnigioni di soldati regolari a Montréal e Québec. Carleton, in seguito, seguì attentamente i progressi dell'invasione americana del Canada, ricevendo occasionalmente delle comunicazioni intercettate tra Montgomery ed Arnold. Il tenente governatore Hector Cramahé, a comando delle difese di Québec mentre Carleton era a Montréal, organizzò una milizia che contava diverse centinaia di uomini entro settembre. Pessimisticamente riteneva però che di essi non ci si poteva fidare troppo poiché riteneva che solo la metà di loro era affidabile. Cramahé inoltrò poi diverse richieste di rinforzi militari a Boston ma nessuna di queste ebbe esito positivo. Diverse navi da trasporto erano andate fuori rotta e finite a New York e l'ammiraglio britannico Samuel Graves, comandante della flotta a Boston, si era rifiutato di far salpare altre navi per il Québec, poiché l'imminente inverno avrebbe chiuso il fiume San Lorenzo.
Quando, il 3 novembre, giunsero conferme che la spedizione di Arnold aveva avuto successo e che i suoi uomini si stavano avvicinando alla città, Cramahé allarmò la guardia della città e diede ordine che tutte le imbarcazioni fossero rimosse dalla sponda meridionale del San Lorenzo perché il nemico non le utilizzasse. La notizia spinse altri uomini ad arruolarsi nella milizia, aumentandone così il totale a forse più di 1 200 uomini. Sempre il 3 novembre, giunsero due navi, seguite da una terza il giorno seguente, con a bordo i volontari della milizia dall'Isola di St. John e dal Terranova, per un totale di 120 uomini. Un piccolo convoglio, guidato dall'HMS Lizard, giunse quel giorno portando con sé un gruppo di Marine che si unirono alla difesa della città.
Il 10 novembre, il tenente colonnello Allen Maclean giunse con 200 uomini dell'84º Reggimento Fanti Royal Highland Emigrants. Essi avevano intercettato delle comunicazioni americane tra Arnold e Montgomery presso Trois-Rivières e, preoccupati, si affrettarono a raggiungere Québec per aiutare le difese. L'arrivo di quest'unità esperta fece salire di molto il morale dei miliziani mentre Maclean prese subito il comando delle difese.

### L'arrivo di Carleton in Québec
In seguito alla caduta del forte Saint-Jean, Carleton abbandonò Montréal e fece ritorno a Québec in nave, sfuggendo per poco alla cattura. Dopo il suo arrivo il 19 novembre, prese immediatamente il comando e, tre giorni dopo, emise un proclama secondo cui ogni uomo fisicamente abile in città che non avesse preso parte alla milizia sarebbe stato considerato una spia o un ribelle e trattenuto come tale. A coloro che non avevano intenzione di arruolarsi furono dati quattro giorni per abbandonare la città. Circa 500 abitanti, di cui 200 britannici e 300 canadesi, si unirono alla milizia.

## L'arrivo di Arnold in Québec

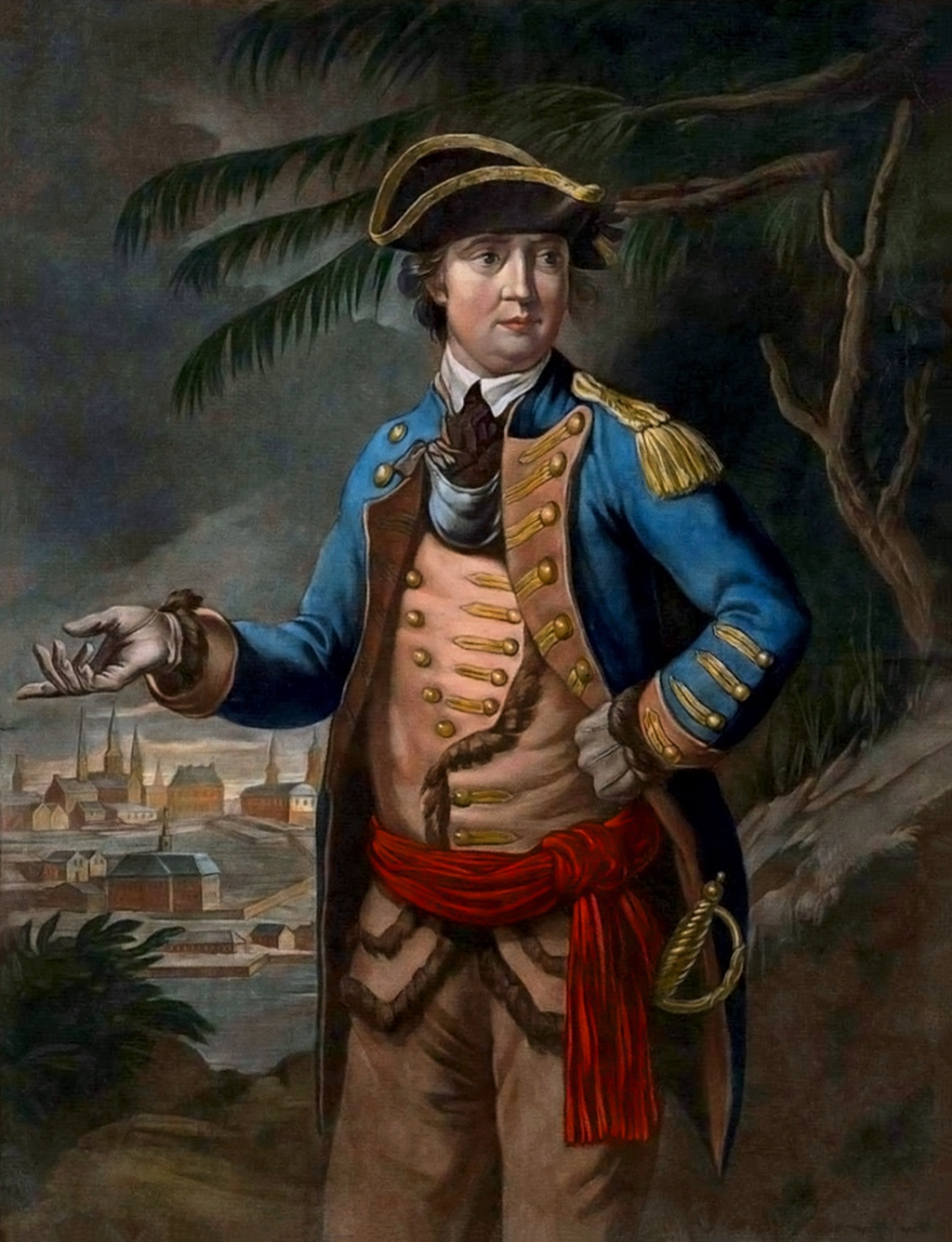
Benedict Arnold, opera di Thomas Hart

Gli uomini scelti da Arnold erano tutti volontari del New England in servizio durante l'assedio di Boston. Gli uomini furono inquadrati in due battaglioni mentre un terzo era composto da fucilieri della Pennsylvania e della Virginia, al comando del tenente colonnello Daniel Morgan. Il viaggio lungo la campagna del Maine fu lunga e difficoltosa, causando la morte o al ripiegamento di circa 500 dei 1 100 uomini partiti. Tra quelli tornati indietro vi era uno dei battaglioni del New England che portò con sé molte delle provvigioni rimaste, cosicché gli uomini che continuarono raggiunsero i primi insediamenti francesi privi di cibo. Il 9 novembre, i 600 sopravvissuti della lunga marcia giunsero a Lévis, sulla sponda meridionale del San Lorenzo. Nonostante la condizione delle sue truppe, Arnold cominciò immediatamente ad attraversare il fiume nella notte del 10 novembre, ma una tempesta critardò la loro marcia di tre giorni. Una volta dall'altra parte, Arnold portò le sue truppe nella Piana di Abramo, circa 2 km dalla città.
Questi uomini tuttavia erano mal equipaggiati e non avevano artiglieria, ogni uomo possedeva solo cinque cartucce e più di cento moschetti erano inservibili. Nonostante gli assedianti fossero in inferiorità numerica due a uno, Arnold chiese la resa della città ma i britannici si rifiutarono. Arnold concluse di non poter prenderla con la forza, così mise sotto assedio il fianco occidentale della città. Il 18 novembre, gli assedianti udirono voci, poi rivelatesi false, che circa 800 britannici stavano per attaccarli, così Arnold decise di far ripiegare i suoi uomini trenta chilometri a monte del fiume, a Pointe-aux-Trembles, per attendere Montgomery, che nel frattempo aveva conquistato Montréal.

## L'arrivo di Montgomery

Le due vie d'invasione del Québec

Il 1º dicembre, Montgomery arrivò a Pointe-aux-Trembles. Con sé condusse circa 300 uomini del 1º, 2º e 3º Reggimento di New York, una compagnia d'artiglieria reclutata da John Lamb, circa 200 uomini reclutati da James Livingston per il 1º Reggimento canadese e altri 160 uomini guidati da Jacob Brown. A questi si aggiunsero pochi giorni dopo alcune compagnie inviate dal generale David Wooster, a cui Montgomery aveva affidato il comando di Montréal. L'artiglieria era composta da quattro cannoni e sei mortai e tra i rifornimenti portati vi erano anche equipaggiamenti invernali ottenuti con la cattura di alcune navi britanniche a Montréal. I due comandanti rapidamente si diressero verso Québec, mettendo sotto assedio la città il 6 dicembre. Montgomery inviò una lettera personale a Carleton, chiedendo la resa della città, impiegando una donna per trasmettere il messaggio. Carleton rifiutò l'offerta e bruciò la lettera senza leggerla. Montgomery ritentò dieci giorni dopo, con lo stesso risultato. Gli assedianti continuarono ad inviare messaggi, diretti principalmente alla popolazione della città, descrivendo la loro situazione senza speranza e cercando di convincerli che la loro situazione sarebbe migliorata se fossero passati alla causa americana.

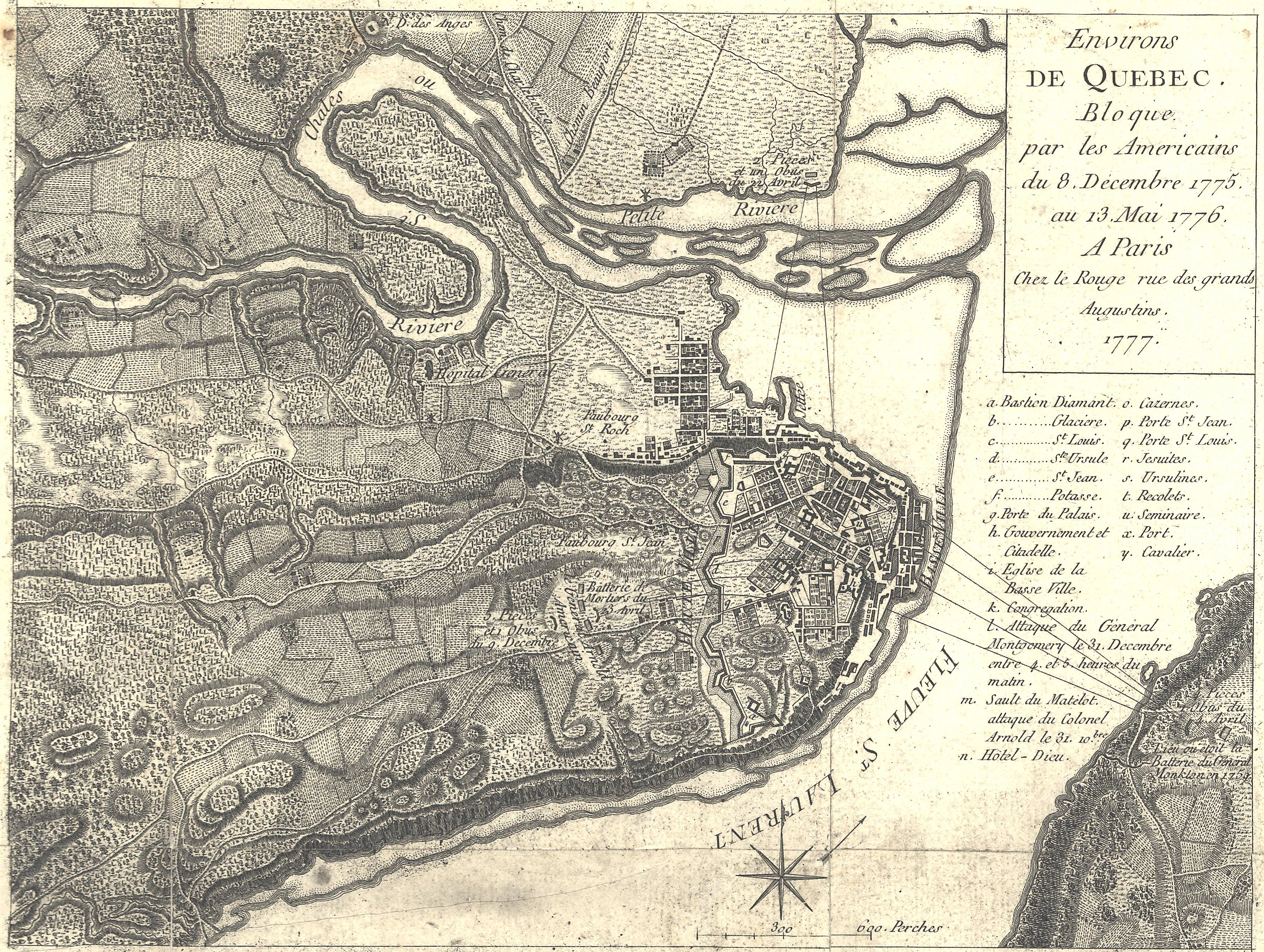
Una mappa della città risalente al 1777

Il 10 dicembre, gli americani posizionarono la loro artiglieria a 650 m dalle mura della città. Il terreno ghiacciato impedì però di trincerare le batterie di cannoni e mortai così furono realizzate delle barriere di neve. L'artiglieria cominciò a bersagliare la città ma i suoi effetti furono estremamente ridotti, cosa che spinse Montgomery a comprendere che la loro situazione era molto critica, non potendo trincerare le truppe e non avendo nulla per distruggere le difese cittadine. Gli uomini di Arnold avrebbero concluso il loro periodo di arruolamento a fine anno e le munizioni erano ancora in viaggio dalle colonie. Inoltre era probabile che a primavera sarebbero giunte delle truppe in rinforzo ai britannici, obbligando gli assedianti ad attaccare o a ritirarsi. Montgomery decise quindi che l'unica possibilità di prendere la città era durante una tempesta di neve, di notte, quando i suoi uomini possono scalare le mura senza essere visti.
Mentre Montgomery pianificava l'attacco, Christophe Pélissier, un francese che viveva presso Trois-Rivières, lo volle incontrare. Pélissier era un supporter della causa americana che lavorava il ferro. I due discussero l'idea di tenere un'elezione per eleggere dei rappresentanti per il Congresso e Pélissier si espresse contro la votazione se prima non fosse stata liberata Québec, poiché gli abitanti locali non avrebbero votato liberamente se non fosse stata garantita la loro sicurezza. Si accordarono quindi perché i lavoratori del ferro fornissero agli assedianti munizioni per l'assedio, cosa che Pélissier fece fino al maggio 1776, quando gli americani si ritirarono e quando lui salpò per la Francia.
Una tempesta di neve si verificò il 27 dicembre. Tuttavia la tormenta diminuì di intensità e Montgomery dovette annullare l'assalto. Quella notte, un sergente del Rhode Island disertò, fornendo il piano d'assalto agli inglesi. Montgomery venutolo a sapere ideò un nuovo piano, il quale prevedeva due falsi attacchi al muro occidentale, guidati da Jacob Brown e James Livingston, mentre altri due attacchi sarebbero stati diretti verso la città bassa. Arnold avrebbe guidato uno degli attacchi attraverso le difese all'estremità settentrionale della città bassa mentre Montgomery sarebbe giunto da sud, lungo il San Lorenzo. Le due forze si sarebbero congiunte e avrebbero poi lanciato un assalto combinato alla città alta, scalandone le mura. Questo piano venne rivelato solo agli ufficiali superiori.

## La battaglia

### L'attacco di Montgomery

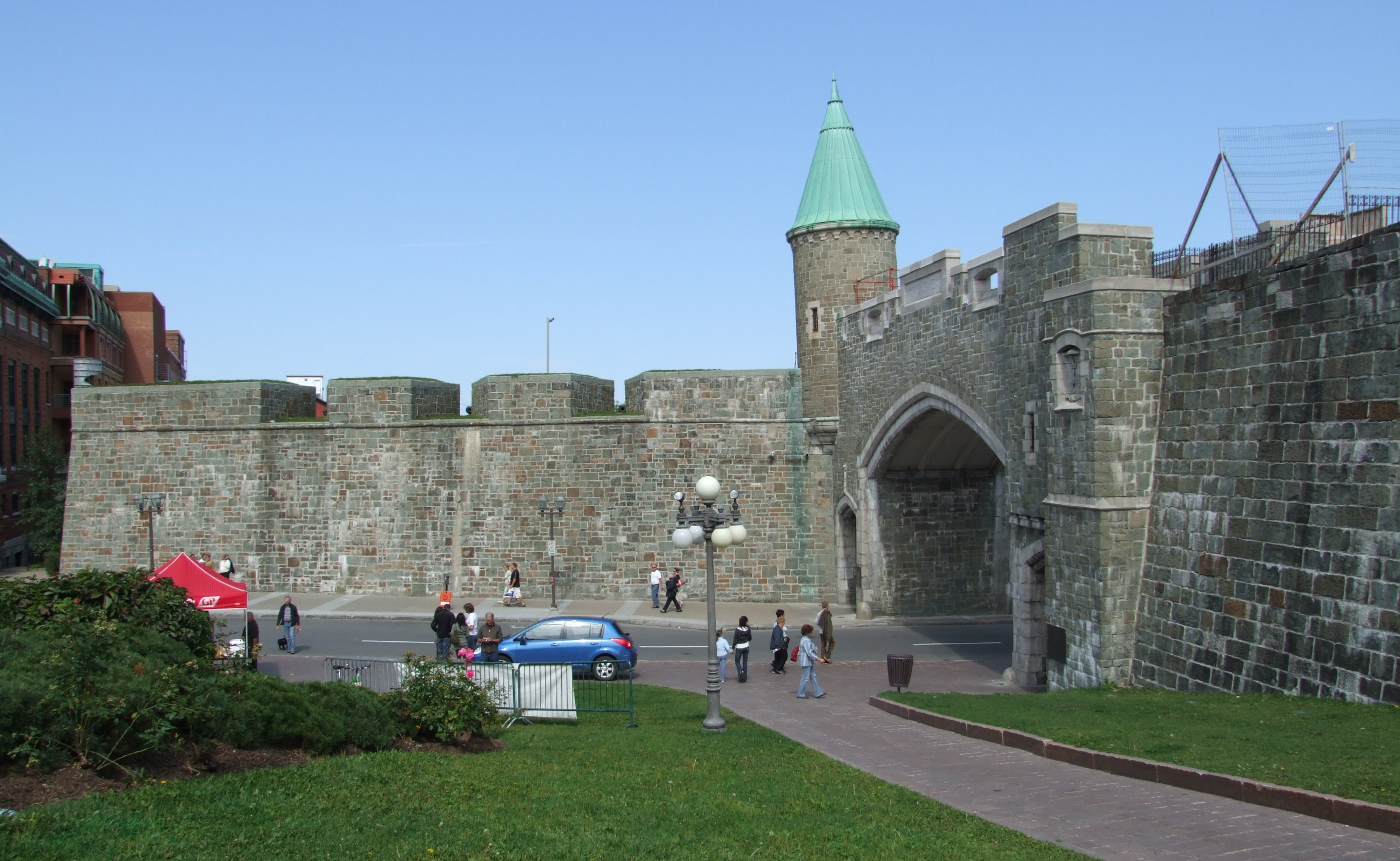
La porta di St. John dove James Livingston effettuò la manovra diversiva

Il 30 dicembre, scoppiò un temporale e Montgomery diede nuovamente l'ordine di attaccare. Brown e Livingston guidarono i miliziani alle postazioni previste nella notte: Brown al bastione di Cape Diamond mentre Livingston presso la Porta di St. John. Quando Brown raggiunse la sua posizione, tra le ore 04:00 e le ore 05:00 del mattino, sparò dei segnali luminosi alle altre forze d'attacco, cosicché i suoi uomini e quelli di Livingston aprirono il fuoco dalle loro postazioni sui rispettivi segnali. Montgomery e Arnold, visti i segnali luminosi, avanzarono sulla città bassa.
Montgomery guidò i suoi uomini lungo la ripida e innevata via verso le difese più esterne. La tempesta era diventata nel frattempo una vera tempesta, rendendo l'avanzata molto difficoltosa. Gli uomini giunsero comunque alla palizzata esterna dove dei carpentieri aprirono loro la strada e Montgomery stesso aiutò a segare la seconda palizzata, guidando poi 50 uomini lungo una strada, diretti ad un edificio a due piani. L'edificio stesso era parte delle difese cittadine ed era infatti occupata da 15 miliziani del Québec con moschetti e cannoni. Questi aprirono il fuoco da breve distanza e Montgomery rimase ucciso all'istante, colpito alla testa. I suoi uomini si ritirarono subito alla palizzata e solo pochi giunsero illesi. Molti degli ufficiali di Montgomery furono feriti in quest'attacco e uno dei pochi illesi guidò gli uomini indietro fino alla Piana di Abramo, lasciando indietro il corpo di Montgomery.

### L'attacco di Arnold

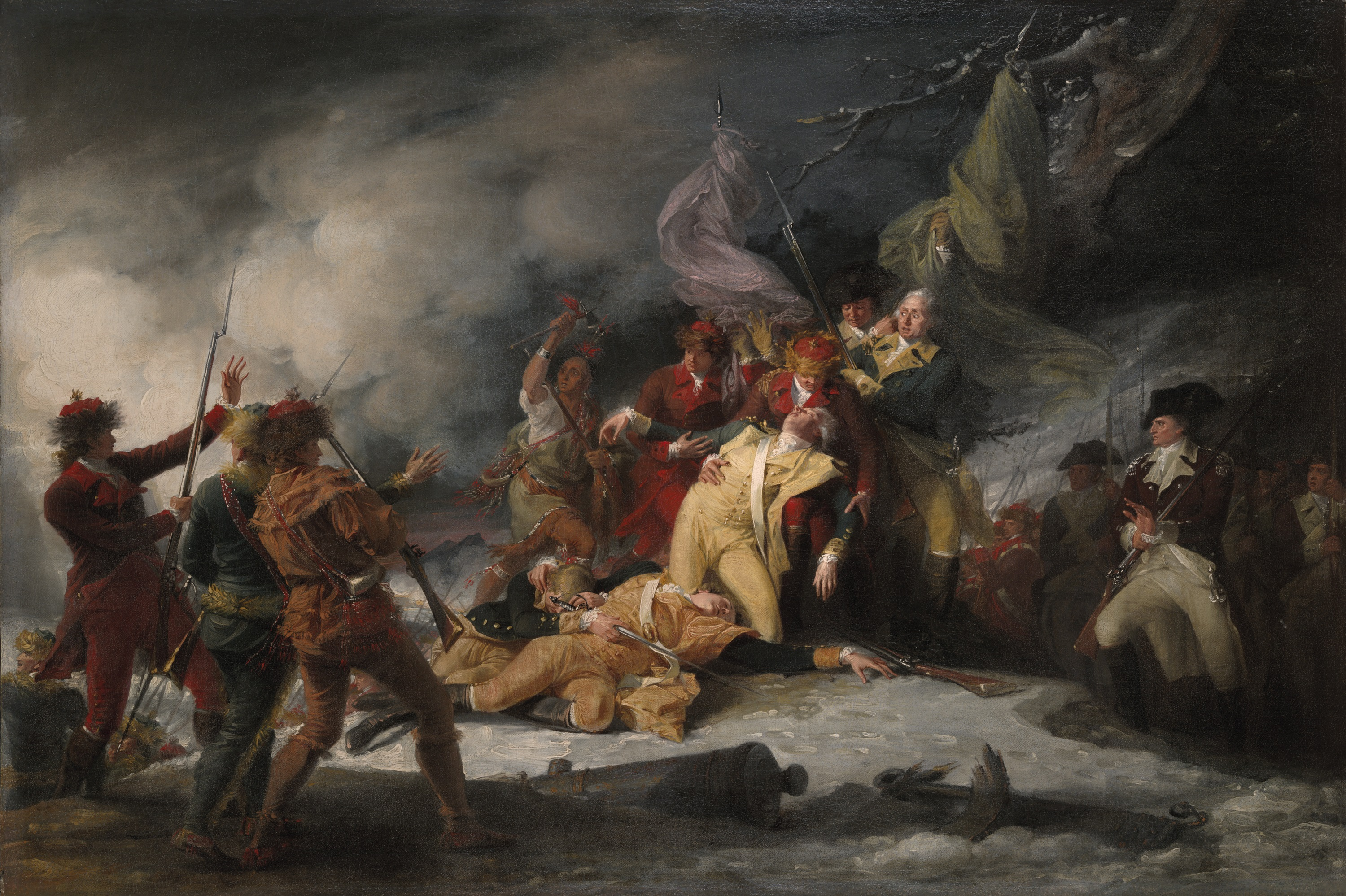
"Morte del generale Montgomery nell'attacco di Québec" di John Trumbull, 1786

Mentre Montgomery avanzava, Arnold a sua volta marciava con i suoi uomini verso le barricate di Sault-au-Matelot all'estremità settentrionale della città bassa e riuscirono a oltrepassare i cancelli esterni e alcune batterie di cannoni britannici senza essere scoperti. Tuttavia, avvicinatisi alla Porta del Palazzo, furono bersagliati da fuoco pesante dalle mura della città attorno a loro. L'altezza delle mura rese impossibile rispondere al fuoco, così Arnold ordinò ai suoi uomini di continuare ad avanzare. Proseguirono quindi lungo una stretta via, dove finirono nuovamente sotto il fuoco nemico quando si avvicinarono alle barricate nemiche. Arnold, mentre cercava di organizzare un assalto alle barricate, fu colpito alla caviglia e venne portato nelle retrovie dopo aver passato il comando a Morgan. Sotto il suo comando, gli americani riuscirono a catturare le barricate ma ebbero difficoltà a proseguire a causa delle strette vie da percorrere e alla polvere da sparo bagnata che impediva ai loro moschetti di sparare. Morgan ordinò quindi ai suoi uomini di ripararsi in alcuni edifici dove far asciugare la polvere ma nell'attesa finirono sotto un crescente fuoco nemico. Carleton nel frattempo si rese conto che gli attacchi alle porte settentrionali avevano l'unico scopo di distrarre i difensori perciò cominciò a concentrare le sue forze sulla città bassa. Circa 500 britannici rioccuparono la prima barricata, intrappolando Morgan e i suoi uomini in città. Senza via di fuga e sotto fuoco pesante, questi ultimi si arresero, concludendo la battaglia circa alle ore 10:00 del mattino.
Questa fu la prima sconfitta subita dall'Esercito continentale. Carleton riportò un totale di 30 americani morti e 431 presi prigionieri, incluso circa i due terzi degli uomini di Arnold. Scrisse inoltre che "molti perirono sul fiume" nel tentativo di attraversarlo. Allan Maclean riportò che venti corpi furono ritrovati solo il maggio seguente. Arnold riportò circa 400 dispersi o catturati e i suoi ufficiali riferirono al Congresso di 60 morti e 300 prigionieri dei nemici. A confronto, le vittime britanniche furono basse. Il rapporto iniziale di Carleton rivolto al generale William Howe menziona solo 5 morti o feriti ma altri testimoni riferirono una cifra che si aggira alle 50 vittime. Nel rapporto finale di Carleton si possono leggere un totale di 5 morti e 14 feriti.
Il corpo del generale Montgomery fu recuperato dai britannici il 1º gennaio 1776 e gli venne concesso un semplice funerale militare il 4 gennaio, tutto pagato dal governatore Cramahé. Il corpo venne riportato a New York nel 1818.

## L'assedio
Arnold si rifiutò di ritirarsi; nonostante fosse in inferiorità numerica tre a uno, le temperature giornaliere fossero sotto zero e molti dei suoi uomini se ne andarono una volta concluso il periodo di reclutamento, decise comunque di mettere sotto assedio Québec. L'assedio ebbe pochi effetti sulla città, la quale Carleton affermò avesse sufficienti rifornimenti fino a maggio. Immediatamente dopo la battaglia, Arnold inviò Moses Hazen e Edward Antill a Montréal, per informare il generale Wooster della sconfitta. Viaggiarono poi fino a Philadelphia per riferire dei fatti anche il Congresso e richiedere supporto. Di conseguenza, il Congresso ordinò che fossero reclutate nuove unità ed inviate a nord. Durante i mesi invernali, piccole compagnie di uomini dal New Hampshire, dal Massachusetts e dal Connecticut marciarono diretti a nord per rinforzare le guarnigioni americane a Québec e Montréal. La presenza di malattie nel campo d'assedio fuori dalla città di Québec, in special modo il vaiolo, ebbe un ruolo significativo per gli assedianti, allo stesso modo della carenza di provvigioni. Gli americani furono contagiati dai civili infetti a Carletono permise di uscire solamente perché così riteneva di poter indebolire il nemico. Nei primi di aprile, Arnold fu sostituito da Wooster che, a fine mese, venne a sua volta sostituito dal generale John Thomas.
Il governatore Carleton, nonostante sembrasse avere un vantaggio numerico sostanziale, scelse di non attaccare gli americani e di rimanere all'interno delle mura della città. Montgomery, analizzando la situazione prima della battaglia, osservò che Carleton servì sotto James Wolfe durante l'assedio di Québec del 1759 e sapeva che il generale francese Louis-Joseph de Montcalm pagò un pesante prezzo per aver abbandonato le difese della città, perdendo anche la sua vita nella battaglia. Inoltre, il generale britannico James Murray perse la battaglia di Sainte-Foy, fuori dalla città, nel 1760; Montgomery comprese da subito che Carleton non avrebbe commesso gli stessi errori. Il 14 marzo, Jean-Baptiste Chasseur, un mugnaio della sponda meridionale del San Lorenzo, raggiunse Québec e informò Carleton che vi erano 200 uomini sulla sponda sud del fiume pronti a muoversi contro gli americani. Questi e altri uomini erano stati mobilitati per attaccare una batteria di cannoni americani a Pointe-Levis, tuttavia un'avanguardia di milizia lealista fu sconfitta nel marzo del 1776 nella battaglia di Saint-Pierre da un distaccamento di miliziani ribelli.

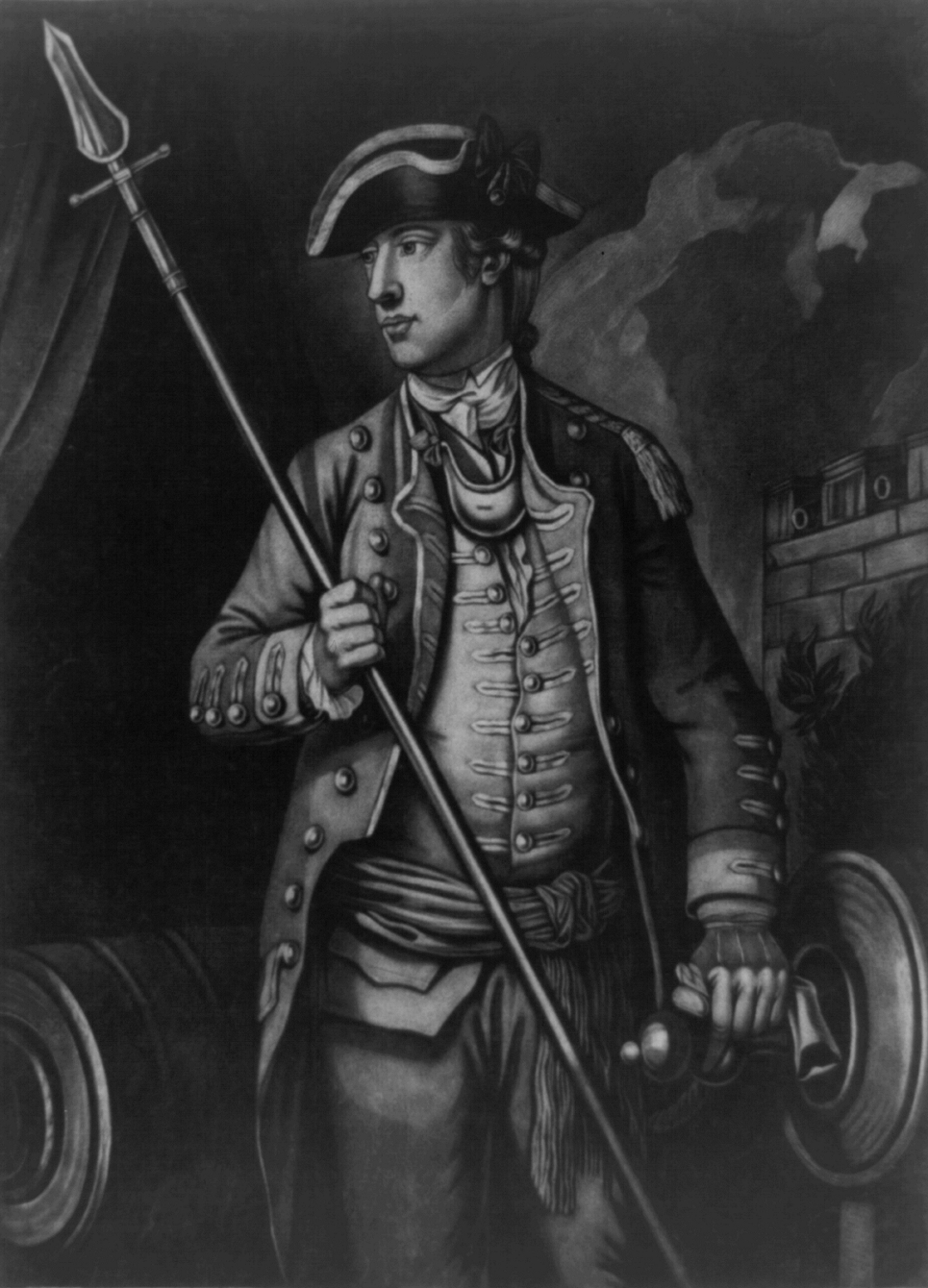
Il generale David Wooster in un'opera di Thomas Hart

Quando il generale Thomas arrivò, le condizioni del campo lo indussero a concludere che l'assedio era impossibile da sostenere e cominciò i preparativi per la ritirata. L'arrivo, il 6 maggio, di una piccola flotta britannica con 200 soldati a bordo, spinse gli americani ad accelerare i preparativi. La ritirata divenne quasi una fuga caotica, quando Carleton guidò i nuovi soldati con tutti i membri della guarnigione fuori dalla città per affrontare i disorganizzati assedianti.
Le forze americane si ritirarono completamente al Forte Ticonderoga. Carleton quindi lanciò una controffensiva per riprendere i forti sul Lago Champlain, tra cui il Ticonderoga, ma sebbene riuscisse a sconfiggere la flotta americana nella battaglia di Valcour Bay, la retroguardia americana, guidata da Benedict Arnold, impedì agli inglesi di conquistare i forti lungo il lago nel 1776.

## Le conseguenze
Il 22 maggio, ancora prima che gli americani abbandonassero completamente la provincia, Carleton ordinò che fossero identificati i canadesi che avevano aiutato la spedizione americana a Québec e attorno alla città. François Baby, Gabriel-Elzéar Taschereau e Jenkin Williams attraversarono la provincia e identificarono tali uomini per un totale di 757 persone. Carleton si dimostrò inizialmente indulgente ma, una volta che gli americani se ne furono andati dalla provincia, le punizioni divennero più severe e quelle più frequenti prevedevano di dover riparare tutti i danni provocati dall'invasione americana. Queste punizioni spinsero le popolazioni ad appoggiare meno i ribelli per il resto del conflitto.
Tra il 6 maggio e il 1º giugno 1776, circa 40 navi britanniche giunsero a Québec. Esse trasportavano più di 9 000 uomini, al comando del generale John Burgoyne, compresi circa 4 000 soldati tedeschi del Ducato di Brunswick-Lüneburg, al comando del barone Friedrich Adolf Riedesel. Questa forza armata, che in parte partecipò alla controffensiva di Carleton, passò l'inverno tra il 1776 e il 1777 nella regione, gravando pesantemente sulla popolazione che contava solamente su 80 000 persone. In seguito molti di questi soldati furono impiegati nella campagna di Saratoga del 1777.